# Ormond-By-The-Sea
Ormond-By-The-Sea és una concentració de població designada pel cens dels Estats Units a l'estat de Florida. Segons el cens del 2000 tenia 8.430 habitants.

## Demografia
Segons el cens del 2000, Ormond-By-The-Sea tenia 8.430 habitants, 4.296 habitatges, i 2.495 famílies. La densitat de població era de 1.635,6 habitants/km².
Per edats la població es repartia de la següent manera: un 12,9% tenia menys de 18 anys, un 3,8% entre 18 i 24, un 20,2% entre 25 i 44, un 27,6% de 45 a 60 i un 35,5% 65 anys o més.
L'edat mediana era de 54 anys. Per cada 100 dones de 18 o més anys hi havia 84,4 homes.
La renda mediana per habitatge era de 34.970 $ i la renda mediana per família de 38.731 $. Els homes tenien una renda mediana de 27.536 $ mentre que les dones 25.357 $. La renda per capita de la població era de 22.503 $. Entorn del 7,3% de les famílies i el 9,8% de la població estaven per davall del llindar de pobresa.

## Poblacions més properes
El següent diagrama mostra les poblacions més properes.